# Голосний звук
Голосний звук — звуки мови, що утворюються при вільному проходженні  видихуваного повітря через ротову порожнину, тобто мають вільну артикуляцію . У гортані внаслідок ритмічного коливання напружених зв’язок утворюється голос певного тону.

## Ряд
Визначається місцем напруження й підйому язика.
- Голосний переднього ряду — Front vowel
Ненапружений переднього ряду — Near-front vowel
- Голосний середнього ряду — Central vowel
Ненапружений голосний заднього ряду — Near-back vowel
- Голосний заднього ряду — Back vowel

## Підняття
Визначається висотою підняття язика.
- Голосний високого підняття — Close vowel
Ненапружений голосний високого підняття — Near-close vowel
- Голосний високо-середнього підняття — Close-mid vowel
- Голосний середнього підняття — Mid vowel
- Голосний низько-середнього підняття — Open-mid vowel
Ненапружений голосний низького підняття — Near-open vowel
- Голосний низького підняття — Open vowel

## Вокалізм
Вокалізм (лат. vocalis ‘що має голос, дзвінкий, співочий’) — система (складних дивних) голосних звуків певної мови.